# Hawk's Boom Boom HuckJam
Hawk's Boom Boom HuckJam, ou simplesmente Boom Boom HuckJam é um espetáculo criado pelo skatista estadunidense Tony Hawk que conta com os melhores skatistas, ciclistas de BMX, freestyle e moto-x maníacos em uma apresentação coreografada. Esta apresentação percorreu 30 estádios de várias cidades dos EUA. Enquanto os atletas faziam suas manobras, as melhores bandas de punk e hip-hop se apresentavam ao vivo. Criado em 2002, a apresentação foi um sucesso. Tanto que a Fox Television pediu a Tony para encenar um Boom Boom HuckJam especial, como parte da programação de televisão do Super Bowl de Domingo. Hawk e os amigos foram para Phoenix e fizeram o maior dos Boom Boom HuckJam até então. Em 2006, a Six Flags aproximou-se de Tony e trouxe a turnê Boom Boom HuckJam para os seus parques de diversões em todo o país, durante dois verões consecutivos.
Alguns dos esportistas que já participaram no Tony Hawks Boom Boom HuckJam são: Kevin Staab, Sergie Ventura, Jesse Fritsch, Neal Hendrix, Kevin Robinson, Dennis McCoy, John Parker, Matt Buyten, Drake McElroy, Greg Garrison, Jason Ellis, Lincoln Ueda, Andy Macdonald, Bob Burnquist, Shaun White, Riley Hawk, Rune Glifberg, Paul Zitzer, Bucky Lasek, Matt Hoffman, Chad Kagy, Dave Mirra, Simon Tabron, Rick Thorne, Carey Hart, Ronnie Faist, Brian Deegan, Dustin Miller, Mickey Diamond, Andy Jones, Jamie Bestwick, Jeremy "Twitch" Stenberg, Mike Cinqmars, Clifford Adoptante, e Derek Burlew.

## Na Cultura Popular

### "Tony Hawk in Boom Boom Sabotage"
Em 2006, a empresa de animação canadense Mainframe Entertainment, criou um desenho animado 3d baseado nesta turnê. Chamado de "Tony Hawk in Boom Boom Sabotage", a história se baseia na chegada do "Tony Hawks Boom Boom HuckJam" na cidade de Lincolnville. A notícia, porém, não é bem recebida por um promotor de circo que resolve sequestrar Tony e acabar com realização do evento. A única esperança do personagem é ser salvo por um grupo de skatistas locais.